# Лимносцелисы
Лимносце́лисы (лат. Limnoscelis, от др.-греч. λιμνο- +σκελετός — превратившийся в скелет в стоячем водоёме) — род вымерших четвероногих из семейства лимносцелид (Limnoscelidae). Жили во времена каменноугольного — пермского периодов (305,9—298,9 млн лет назад) на территории современных США.

## История изучения
Типовой вид Limnoscelis paludis, род и семейство лимносцелид описаны С. В. Виллистоном в 1911 году на основании типовых экземпляров YPM 809, 811 — хорошо сохранившихся скелетов двух особей, которые, как писал Виллистон, «тихо умерли в мелком пруду», что и отразилось в названии рода. Образцы найдены в переходных пермо-карбоновых отложений Рио-Арриба (штат Нью-Мексико, США). По возрасту отложения соответствовали формации Або/Катлер.
Позднее остатки лимносцелисов обнаруживали в верхнекарбоновых — нижнепермских отложениях всего Юго-Запада США.

## Описание
Крупное животное, с черепом длиной до 27 см, общая длина до 2 метров. Череп анапсидный, треугольный, с узкой мордой и очень широким затылком. Ушная вырезка не развита. Кончик морды высокий. Зубы простые, конические, острые. Обращают на себя внимание чрезвычайно развитые «резцы» верхней челюсти. Тело длинное, ноги короткие, мощные, элементы кисти и стопы слабо окостеневшие. Хвост длинный, у основания сжатый с боков. Шея, как и у большинства примитивных тетрапод, очень короткая.
Вероятно, полуводный хищник. Тем не менее, следует отметить, что «конструкция» черепа сильно отличается от таковой крокодилов, что предполагает совершенно другой способ охоты. Возможно, охотился на мелких четвероногих на мелководье.

## Систематика
Род однозначно помещают в семейство лимносцелид вместе с родом Limnostygis, известным из верхнего карбона США.
Положение же семейства вызывает разногласие у учёных: его последовательно помещали в таксоны Captorhinomorpha, Anthracosauria и Diadectomorpha. Вместе с диадектоморфами семейство считается либо парарептилиями, то есть амниотами, либо антракозаврами из клады рептилиоморф, чьё положение на филогенетическом древе находится до амниот. Второй вариант в XXI веке рассматривается чаще, но окончательный вывод сделать невозможно, потому что учёные не обладают палеонтологическим материалом в виде яиц или икры диадектоморф.

### Классификация
По данным сайта Paleobiology Database, на декабрь 2020 года в род включают 2 вымерших вида:
- Limnoscelis dynatis Berman & Sumida, 1990
- Limnoscelis paludis Williston, 1911typus